# Odontoschisma
Odontoschisma là một chi rêu trong họ Cephaloziaceae.